# Чемпионат Европы по плаванию на короткой воде 2013
21-й чемпионат Европы по плаванию на короткой воде проходил с 12 по 15 декабря 2013 года в датском городе Хернинг.
Было разыграно 40 комплектов наград (по 19 у мужчин и женщин и в двух смешанных эстафетах).
Успешнее всего выступили российские пловцы, завоевавшие 22 медали (из них 13 золотых).
Владимир Морозов стал обладателем семи золотых медалей чемпионата, а Юлия Ефимова — четырёх золотых и одной серебряной наград.
В дальнейшем все результаты, показанные Юлией Ефимовой, были аннулированы в связи с положительным результатом анализа на допинг, сданным в октябре 2013 года. Ещё один российский пловец, Виталий Мельников, был дисквалифицирован в мае 2015 года, что привело к лишению его серебряной медали в индивидуальном зачете и двух золотых медалей российской сборной в эстафетных заплывах с его участием.

## Медальный зачет
Страна-организатор 
| Место | Страна            | Золото | Серебро | Бронза | Всего |
| ----- | ----------------- | ------ | ------- | ------ | ----- |
| 1     | Россия            | 8      | 4       | 3      | 15    |
| 2     | Венгрия           | 5      | 3       | 2      | 10    |
| 3     | Дания             | 4      | 4       | 1      | 9     |
| 4     | Испания           | 4      | 0       | 0      | 4     |
| 5     | Франция           | 3      | 3       | 0      | 6     |
| 6     | Литва             | 3      | 0       | 0      | 3     |
| 7     | Италия            | 2      | 5       | 7      | 14    |
| 8     | Германия          | 2      | 5       | 3      | 10    |
| 8     | Швеция            | 2      | 5       | 3      | 10    |
| 10    | Нидерланды        | 2      | 1       | 3      | 6     |
| 11    | Украина           | 2      | 0       | 2      | 4     |
| 12    | Чехия             | 1      | 3       | 0      | 4     |
| 13    | Польша            | 1      | 2       | 0      | 3     |
| 14    | Сербия            | 1      | 0       | 1      | 2     |
| 14    | Словения          | 1      | 0       | 1      | 2     |
| 16    | Великобритания    | 0      | 4       | 5      | 9     |
| 17    | Фарерские острова | 0      | 1       | 0      | 1     |
| 17    | Израиль           | 0      | 1       | 0      | 1     |
| 19    | Беларусь          | 0      | 0       | 5      | 5     |
| 20    | Бельгия           | 0      | 0       | 1      | 1     |
| 20    | Ирландия          | 0      | 0       | 1      | 1     |
| 20    | Португалия        | 0      | 0       | 1      | 1     |
| Всего | Всего             | 41     | 41      | 39     | 121   |

Примечание: Информация приведена с учётом дисквалификации Ефимовой и Мельникова.

## Медалисты

### Мужчины
| Дистанция                       | Золото                                                                          | Золото        | Серебро                                                                               | Серебро    | Бронза                                                                        | Бронза     |
| ------------------------------- | ------------------------------------------------------------------------------- | ------------- | ------------------------------------------------------------------------------------- | ---------- | ----------------------------------------------------------------------------- | ---------- |
| 50 м в/с                        | Владимир Морозов · Россия                                                       | 20.77         | Марко Орси · Италия                                                                   | 21.00      | Андрей Говоров · Украина                                                      | 21.17 NR   |
| 100 м в/с                       | Владимир Морозов · Россия                                                       | 45.96         | Данила Изотов · Россия                                                                | 46.41      | Марко Орси · Италия                                                           | 46.49      |
| 200 м в/с                       | Данила Изотов · Россия                                                          | 1:41.70       | Никита Лобинцев · Россия                                                              | 1:42.33    | Доминик Козма · Венгрия · Филиппо Маньини · Италия                            | 1:43.34    |
| 400 м в/с                       | Никита Лобинцев · Россия                                                        | 3:39.47       | Андреа Д’Арриго · Италия                                                              | 3:40.54    | Велимир Стьепанович · Сербия                                                  | 3:40.91 NR |
| 1500 м в/с                      | Гергей Дьюрта · Венгрия                                                         | 14:30.26      | Пэл Йонсен · Фарерские острова                                                        | 14:35.99   | Габриэле Детти · Италия                                                       | 14:36.43   |
| 50 м спина                      | Жереми Стравьюс · Франция                                                       | 23.19         | Кристиан Динер · Германия                                                             | 23.38      | Павел Санкович · Беларусь                                                     | 23.45      |
| 100 м спина                     | Жереми Стравьюс · Франция                                                       | 49.74         | Камиль Лакур · Франция · Крис Уокер-Хебборн · Великобритания                          | 50.44      |                                                                               |            |
| 200 м спина                     | Радослав Кавенцкий · Польша                                                     | 1:49.42       | Петер Бернек · Венгрия                                                                | 1:50.43    | Кристиан Динер · Германия                                                     | 1:51.40    |
| 50 м брасс                      | Дамир Дугонич · Словения                                                        | 26.21         | Джакомо Перес-Дортона · Франция                                                       | 26.55      | Барри Мёрфи · Ирландия                                                        | 26.56      |
| 100 м брасс                     | Даниель Дьюрта · Венгрия                                                        | 57.08         | Марко Кох · Германия                                                                  | 57.14      | Дамир Дугонич · Словения                                                      | 57.24 NR   |
| 200 м брасс                     | Даниель Дьюрта · Венгрия                                                        | 2:00.72       | Майкл Джеймисон · Великобритания                                                      | 2:01.43 NR | Марко Кох · Германия                                                          | 2:01.62    |
| 50 м баттерфляй                 | Андрей Говоров · Украина                                                        | 22.36         | Штеффен Дайблер · Германия                                                            | 22.41      | Евгений Цуркин · Беларусь                                                     | 22.45 NR   |
| 100 м баттерфляй                | Евгений Коротышкин · Россия                                                     | 49.68         | Жереми Стравьюс · Франция                                                             | 50.09      | Штеффен Дайблер · Германия                                                    | 50.23      |
| 200 м баттерфляй                | Велимир Стьепанович · Сербия                                                    | 1:51.27 NR    | Павел Коженёвский · Польша                                                            | 1:51.36    | Николай Скворцов · Россия                                                     | 1:51.62    |
| 100 м комплекс                  | Владимир Морозов · Россия                                                       | 51.20         | Сергей Фесиков · Россия                                                               | 52.23      | Стефано Пиццамильо · Италия                                                   | 52.81      |
| 200 м комплекс                  | Филип Хайнц · Германия                                                          | 1:53.98       | Симон Шёдин · Швеция                                                                  | 1:54.28    | Диого Карвалью · Португалия                                                   | 1:54.89    |
| 400 м комплекс                  | Давид Веррасто · Венгрия                                                        | 4:03.48       | Галь Нево · Израиль                                                                   | 4:03.50    | Федерико Туррини · Италия                                                     | 4:03.94    |
| Эстафета 4×50 м в/с             | Россия · Владимир Морозов · Сергей Фесиков · Евгений Лагунов · Никита Коновалов | 1:23.36 WR ER | Италия · Лука Дотто · Федерико Боккья · Филиппо Маньини · Марко Орси                  | 1:24.37    | Бельгия · Яспер Арентс · Питер Тиммерс · Франсуа Херсбрандт · Йорис Гранджан  | 1:24.86 NR |
| Эстафета 4×50 м комбинированная | Италия · Стефано Пиццамильо · Франческо Ди Лечче · Пьеро Кодиа · Марко Орси     | 1:32.83       | Германия · Кристиан Дайнер · Хендрик Фельдвер · Штеффен Дайблер · Максимилиан Освальд | 1:33.06    | Беларусь · Павел Санкович · Юрий Клемпарский · Евгений Цуркин · Артём Мачекин |            |

WR — рекорд мира; ER — рекорд Европы; CR — рекорд чемпионатов Европы

Примечание: Информация приведена с учётом дисквалификации Ефимовой и Мельникова.

### Женщины
| Дистанция                       | Золото                                                                         | Золото         | Серебро                                                                 | Серебро | Бронза                                                                                    | Бронза     |
| ------------------------------- | ------------------------------------------------------------------------------ | -------------- | ----------------------------------------------------------------------- | ------- | ----------------------------------------------------------------------------------------- | ---------- |
| 50 м в/с                        | Раноми Кромовидьойо · Нидерланды                                               | 23.36          | Сара Шёстрём · Швеция                                                   | 23.79   | Александра Герасименя · Беларусь                                                          | 23.83      |
| 100 м в/с                       | Раноми Кромовидьойо · Нидерланды                                               | 51.78          | Сара Шёстрём · Швеция                                                   | 51.99   | Александра Герасименя · Беларусь                                                          | 52.34      |
| 200 м в/с                       | Федерика Пеллегрини · Италия                                                   | 1:52.80        | Шарлотта Бонне · Франция                                                | 1:53.26 | Вероника Попова · Россия                                                                  | 1:53.62    |
| 400 м в/с                       | Мирея Бельмонте · Испания                                                      | 3:56.14        | Лотте Фрийс · Дания                                                     | 3:58.35 | Федерика Пеллегрини · Италия                                                              | 3:58.90    |
| 800 м в/с                       | Мирея Бельмонте · Испания                                                      | 8:05.18        | Лотте Фрийс · Дания                                                     | 8:08.68 | Шарон ван Раувендал · Нидерланды                                                          | 8:14.24    |
| 50 м спина                      | Симона Баумртова · Чехия                                                       | 26.26          | Александра Урбаньчик · Польша                                           | 26.31   | Мишель Колеман · Швеция                                                                   | 26.67      |
| 100 м спина                     | Мие Нильсен · Дания                                                            | 55.99 ER CR    | Симона Баумртова · Чехия                                                | 56.28   | Дарина Зевина · Украина                                                                   | 56.94      |
| 200 м спина                     | Дарина Зевина · Украина                                                        | 2:02.20        | Симона Баумртова · Чехия                                                | 2:03.06 | Катинка Хошсу · Венгрия                                                                   | 2:03.81    |
| 50 м брасс                      | Рута Мейлутите · Литва                                                         | 29.10          | Моник Нейхёйс · Нидерланды                                              | 29.79   | Дженни Йоханссон · Швеция                                                                 | 29.80      |
| 100 м брасс                     | Рута Мейлютите · Литва                                                         | 1:02.92 CR     | Рикке Мёллер Педерсен · Дания                                           | 1:04.39 | Дженни Йоханссон · Швеция                                                                 | 1:05.13    |
| 200 м брасс                     | Рикке Мёллер Педерсен · Дания                                                  | 2:15.21        | Виталина Симонова · Россия                                              | 2:18.88 | Джулия де Ассентис · Италия                                                               | 2:20.93    |
| 50 м баттерфляй                 | Сара Шёстрём · Швеция                                                          | 24.90 CR       | Джанетт Оттесен · Дания                                                 | 25.03   | Инге Деккер · Нидерланды                                                                  | 25.29      |
| 100 м баттерфляй                | Сара Шёстрём · Швеция                                                          | 55.78          | Джемма Лоуэ · Великобритания                                            | 56.32   | Джанетт Оттесен · Дания                                                                   | 56.42      |
| 200 м баттерфляй                | Мирея Бельмонте · Испания                                                      | 2:01.52 CR, ER | Франциска Хентке · Германия                                             | 2:03.47 | Джемма Лоуэ · Великобритания                                                              | 2:04.51    |
| 100 м комплекс                  | Рута Мейлутите · Литва                                                         | 57.68 CR       | Катинка Хоссу · Венгрия                                                 | 57.96   | Шивон-Мари О’Коннор · Великобритания                                                      | 58.26 NR   |
| 200 м комплекс                  | Катинка Хоссу · Венгрия                                                        | 2:04.33 CR     | Шивон-Мари О’Коннор · Великобритания                                    | 2:06.73 | Софи Аллен · Великобритания                                                               | 2:06.86    |
| 400 м комплекс                  | Мирея Бельмонте · Испания                                                      | 4:21.23 CR     | Катинка Хоссу · Венгрия                                                 | 4:24.69 | Айми Уиллмотт · Великобритания                                                            | 4:25.37    |
| Эстафета 4×50 м в/с             | Дания · Пернилле Блуме · Джанетт Оттесен · Келли Расмуссен · Мие Нильсен       | 1:37.03 WR     | Швеция · Мишель Колеман · Сара Шёстрём · Луис Ханссон · Магдалена Курас | 1:37.08 | Россия · Розалия Насретдинова · Вероника Попова · Елизавета Базарова · Светлана Княгинина | 1:37.13 NR |
| Эстафета 4×50 м комбинированная | Дания · Мие Нильсен · Рикке Мёллер Педерсен · Джанетт Оттесен · Пернилле Блуме | 1:44.81        | Швеция · Мишель Колеман · Енни Юханссон · Сара Шёстрём · Луис Ханссон   | 1:46.08 | Великобритания                                                                            | 1:46.56    |

WR — рекорд мира; ER — рекорд Европы; CR — рекорд чемпионатов Европы

Примечание: Информация приведена с учётом дисквалификации Ефимовой и Мельникова.

### Смешанные эстафеты
| Дистанция                       | Золото                                                                              | Золото     | Серебро                                                                 | Серебро    | Бронза                                                                            | Бронза  |
| ------------------------------- | ----------------------------------------------------------------------------------- | ---------- | ----------------------------------------------------------------------- | ---------- | --------------------------------------------------------------------------------- | ------- |
| Эстафета 4×50 м в/с             | Россия · Сергей Фесиков · Владимир Морозов · Розалия Насретдинова · Вероника Попова | 1:29.53 WR | Италия · Лука Дотто · Марко Орси · Сильвия Ди Пьетро · Эрика Феррайоли  | 1:30.26    | Нидерланды · Инге Деккер · Йост Рейнс · Себастиан Версхюрен · Раноми Кромовидьойо | 1:30.62 |
| Эстафета 4×50 м комбинированная | Германия · Кристиан Дайнер · Каролина Рухнау · Штеффан Дайблер · Доротея Брандт     | 1:39.32    | Чехия · Симона Баумртова · Петр Бартунек · Лусия Свецена · Томаш Плевко | 1:39.54 NR | Италия                                                                            | 1:39.68 |

Примечание: Информация приведена с учётом дисквалификации Ефимовой и Мельникова.

## Страны-участницы
В чемпионате принимали участие 577 пловцов из 39 стран.
| - Австрия (12) - Беларусь (13) - Бельгия (17) - Болгария (2) - Босния и Герцеговина (2) - Великобритания (12) - Венгрия (26) - Германия (31) - Дания (29) - Израиль (11) - Ирландия (6) - Исландия (6) - Испания (12) | - Италия (34) - Кипр (2) - Латвия (3) - Литва (11) - Лихтенштейн (2) - Люксембург (8) - Молдова (1) - Нидерланды (19) - Норвегия (9) - Россия (37) - Польша (15) - Португалия (8) - Сербия (13) | - Словакия (10) - Словения (11) - Турция (12) - Украина (16) - Фарерские острова (7) - Финляндия (19) - Франция (44) - Хорватия (13) - Чехия (22) - Швейцария (11) - Швеция (33) - Эстония (16) |